# Vespa muraria
Vespa muraria är en getingart som beskrevs av Carl von Linné. Vespa muraria ingår i släktet bålgetingar, och familjen getingar. Inga underarter finns listade i Catalogue of Life.